# Чепси
Чепси (рус. Чепси, адиг. ЧъыIэпсы) мања је река на југу европског дела Руске Федерације. Протиче преко југозападних делова Краснодарске покрајине, односно јужним делом њеног Горјачкокључког градског округа.
Лева је притока реке Псекупс у коју се улива на њеном 102 km узводно од ушћа у Краснодарско језеро и део басена реке Кубањ и Азовског мора. Укупна дужина водотока је око 25 км, а површина сливног подручја 143 km². 